# Jan Cornelis Christiaan Loman
Jan Cornelis Christiaan Loman (ur. 1856, zm. 1926) – holenderski arachnolog i biolog morski.
Jan Loman urodził się 19 lutego 1856 roku w holenderskim mieście Deventer. Po ukończeniu studiów nauczał w Amsterdam Gymnasium. Zajmował się badaniami kikutnic odłowionymi podczas ekspedycji Siboga. Opisał kilkadziesiąt nowych gatunków kikutnic oraz nowe ich rodzaje, takie jak: Cilunculus, Pyconthea czy Scipiolus. W zakres jego zainteresowań wchodziły również szczękoczułkowce lądowe, w tym kosarze. W tej grupie również opisał wiele nowych dla nauki gatunków, a także wyższych taksonów jak podrząd Insidiatores czy rodzaje Acumontia, Cristina, Guruia i Larifuga. Na jego cześć nazwano wiele taksonów jak Lomanella Pocock, 1902 czy Lomanius Roewer, 1923. Wywarł duży wpływ na Heinricha Carela Redeke'a, który został ważnym holenderskim ichtiologiem. Loman zmarł 14 czerwca 1926 roku w Amsterdamie.